# Cetiosauridae
Cetiosauridae reprezintă o familie de dinozauri sauropozi care a trăit în Jurasic în teritoriile în care astăzi se află  Europa, Africa, India, America de Sud și America de Nord.